# Jan Berger (burmistrz)
Jan Stanisław Berger (ur. 14 listopada 1945 w Czechowicach-Dziedzicach) – polski samorządowiec, burmistrz Czechowic-Dziedzic w latach 1990–2006.

## Życiorys
Z wykształcenia jest inżynierem-mechanikiem, absolwentem Technikum Mechaniczno-Elektrycznego w Bielsku-Białej oraz Politechniki Łódzkiej. Pełnił funkcję burmistrza Czechowic-Dziedzic od 12 czerwca 1990 do 26 listopada 2006 roku.
Jest wieloletnim działaczem i współzałożycielem Towarzystwa Przyjaciół Czechowic-Dziedzic oraz prezesem miejscowego koła łowieckiego „Bażaniec”

## Odznaczenia
- Srebrny Krzyż Zasługi – 2005[3]